# Козырь, Павел Пантелеевич
Па́вел Пантеле́евич Ко́зырь (укр. Павло́ Пантелі́йович Ко́зир; 4 декабря 1913, с. Жёлтое, Желтянская волость, Верхнеднепровский уезд, Екатеринославская губерния, Российская империя — 2 августа 1999, Одесса, Одесская область, Украина) — советский украинский партийный и государственный деятель. Герой Социалистического Труда (1973).

## Биография
Родился 4 декабря 1913 в селе Жёлтое Желтянской волости
Верхнеднепровского уезда Екатеринославской губернии Российской империи (ныне село в составе Пятихатской городской общины Каменского района Днепропетровской области Украины), в крестьянской семье. По национальности украинец.
После окончания семилетки в 1931 году, комсомольца Козыря направили на обучение в Нежинский техникум советского строительства и права, после окончания первого курса которого он перевёлся в Харьковский институт педпрофобразования. Но продолжить обучение не удалось: Козырь выехал в Пятихатки, где в октябре 1932 года начал работать заведующим сектором местного радиовещания.
С мая 1933 по январь 1934 года работал инструктором и руководителем Пятихатского филиала «Коопсоюза», заведующим парткабинета Пятихатского райкома партии. Позже получил новую должность ответственного секретаря политотдельской газеты Пятихатской МТС.
В феврале 1935 года стал ответственным редактором газеты «За советский азот» г. Днепродзержинска. В ноябре 1935 года Козыря призвали на военную службу, направив в 18-й кавалерийский полк Туркестанского приграничного округа. В период с сентября 1937 по апрель 1938 года был слушателем Ашхабадской правовой школы Народного комиссариата юстиции Туркменской ССР (не окончил). Член ВКП(б) с 1939 года.
- С 1938 по 1941 — на комсомольской работе (первый секретарь Ашхабадского обкома комсомола, Туркменская ССР).
- С 1941 по 1945 — в РККА (в августе 1941 года был назначен помощником начальника политотдела по комсомольской работе 58 стрелкового корпуса. С мая 1943 года получил повышение — стал инструктором по организационно-партийной работе этого корпуса в составе группы советских войск в Иране. В октябре 1945 года — демобилизовался в звании капитана и среди других работников — выходцев с Украины — был отправлен на партийную работу в украинскую республику).
- В 1945—1946 — 2-й секретарь Крыжопольского районного комитета КП(б) Украины (Винницкая область).
- В 1946—1948 — 1-й секретарь Ситковецкого районного комитета КП(б) Украины (Винницкая область).
- В 1948—1950 — 1-й секретарь Могилёв-Подольського городского комитета КП(б) Украины.
- В 1952—1954 — редактор областной газеты «Винницкая правда».
- В 1954—1955 — секретарь, 2-й секретарь, с 22 августа 1955 по 7 мая 1970 1-й секретарь Винницкого областного комитета КП Украины (в 1963—1964 годах — сельского).
- С 8 мая 1970 по июль 1977 — первый секретарь Одесского областного комитета КП Украины.

С 21.1.1956 по 10.2.1981 — член ЦК КП Украины; с 31.10.1961 по 30.3.1971 — кандидат в члены ЦК КПСС; делегат XX, XXIV и XXV съездов КПСС. Член ЦК Компартии Украины (1956—1981). Член ЦК КПСС (1971—1981).
Слушатель Ленинских курсов при ЦК ВКП(б) (1950—1952), в 1952 году окончил Высшую партийную школу при ЦК ВКП(б) (заочно).
Депутат Верховного Совета СССР 6−9 созывов.

## Награды
- Герой Социалистического Труда (1973).
- Награждён орденами Ленина (1958, 1973), орденом Трудового Красного Знамени (1948) и другими наградами.